# Cyclodium meniscioides
Cyclodium meniscioides är en träjonväxtart som först beskrevs av Carl Ludwig Willdenow, och fick sitt nu gällande namn av Karel Presl. Cyclodium meniscioides ingår i släktet Cyclodium och familjen Dryopteridaceae.

## Underarter
Arten delas in i följande underarter:
- C. m. paludosum
- C. m. rigidissimum

## Bildgalleri

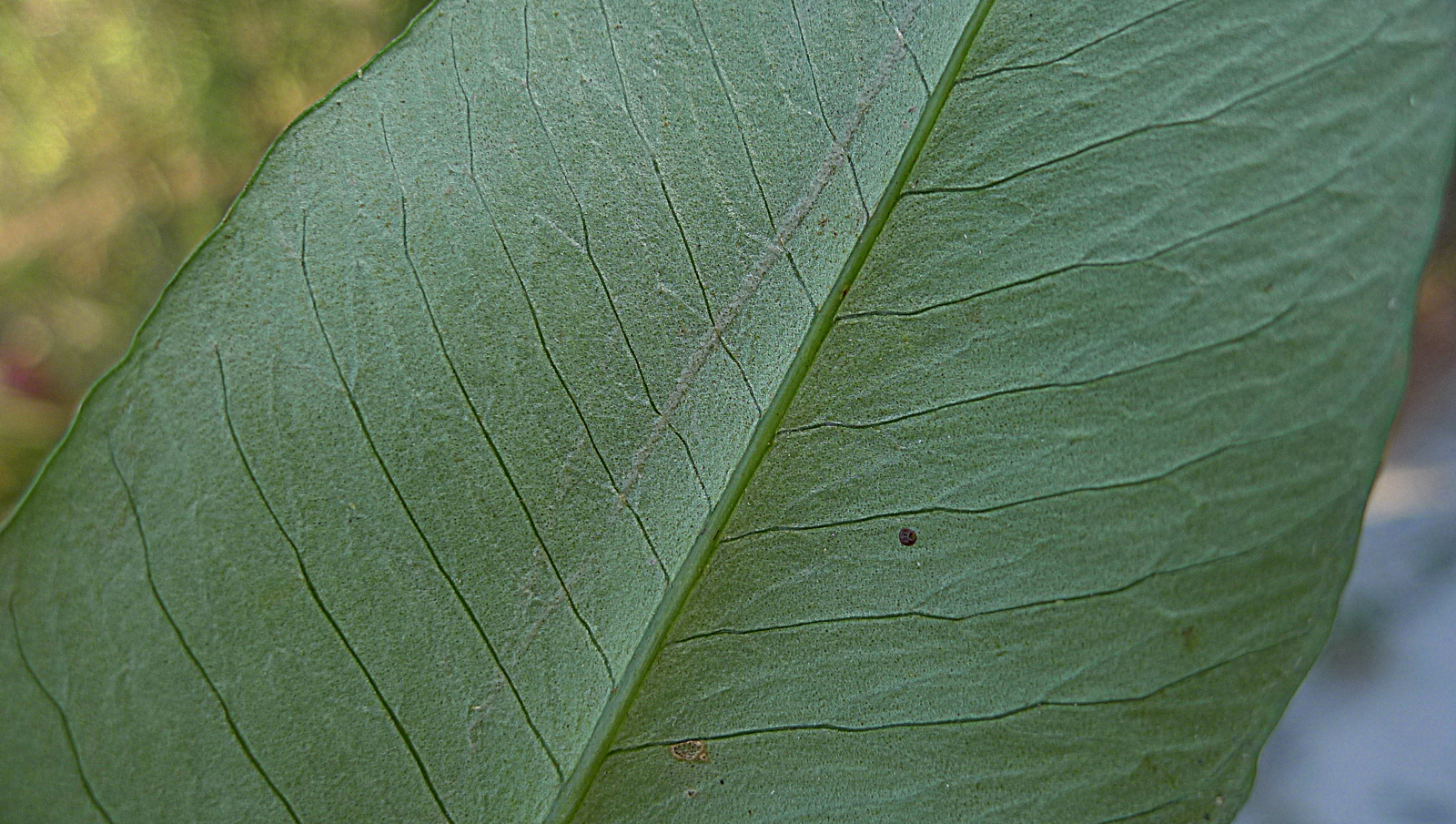
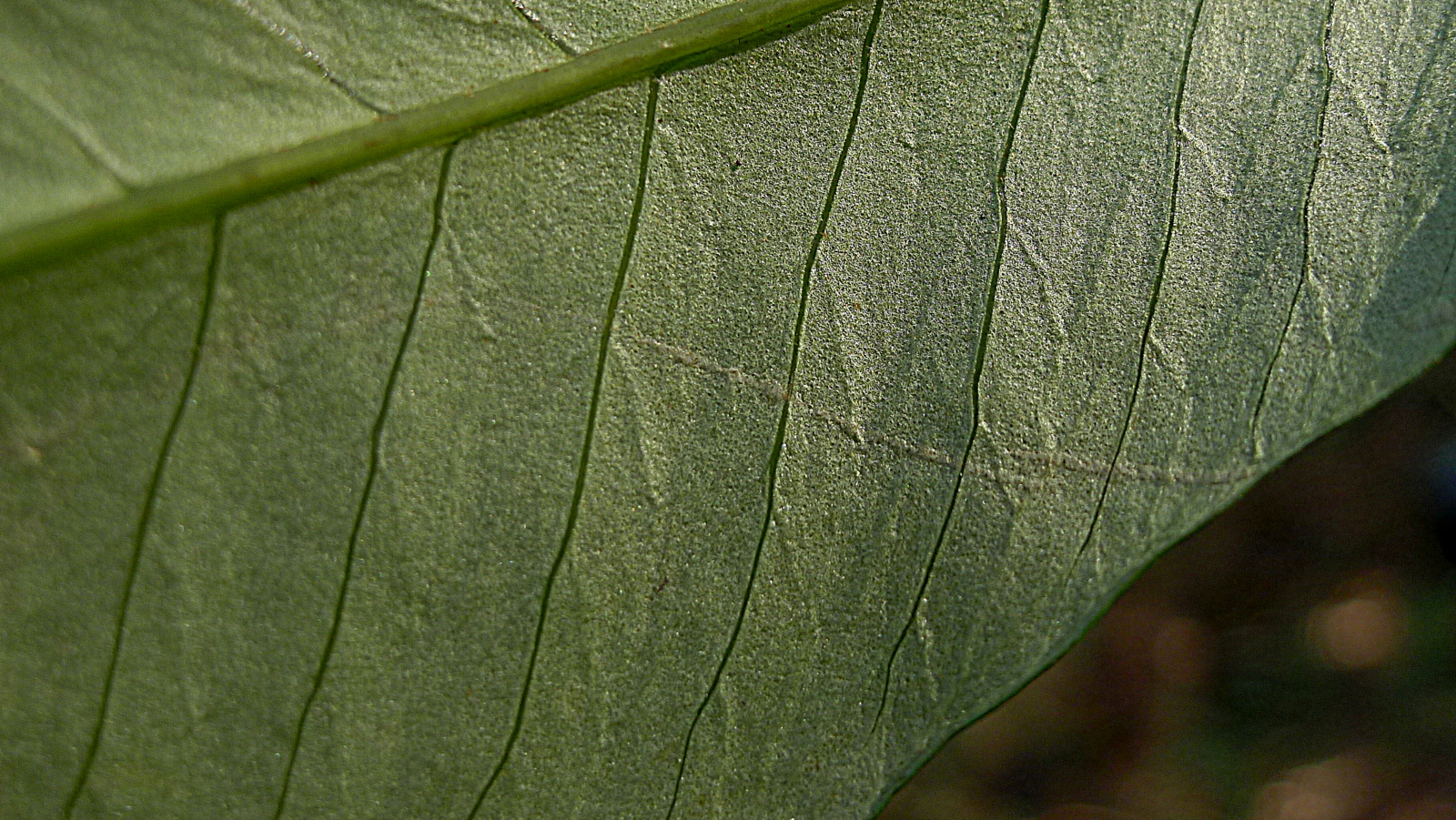
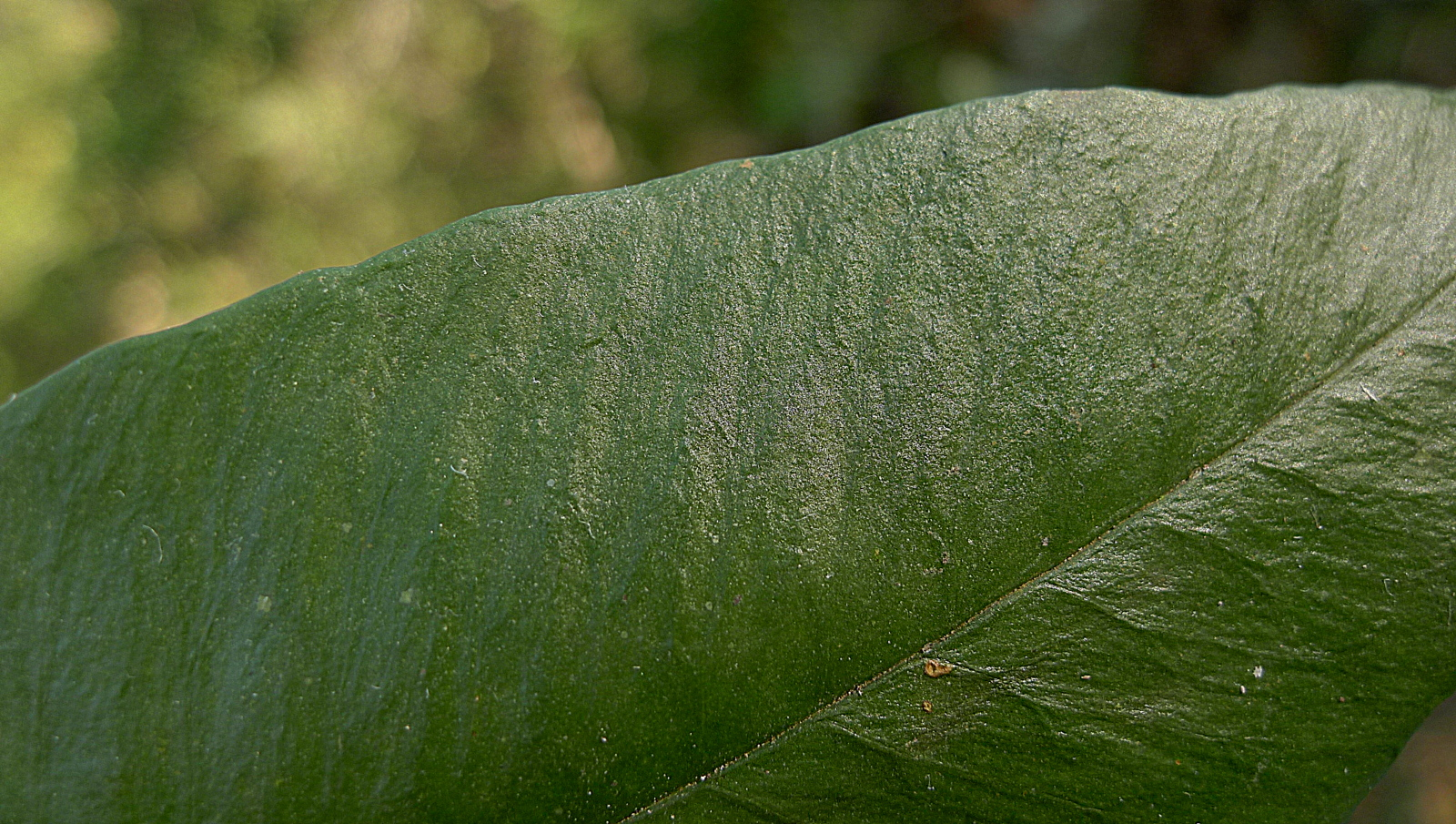
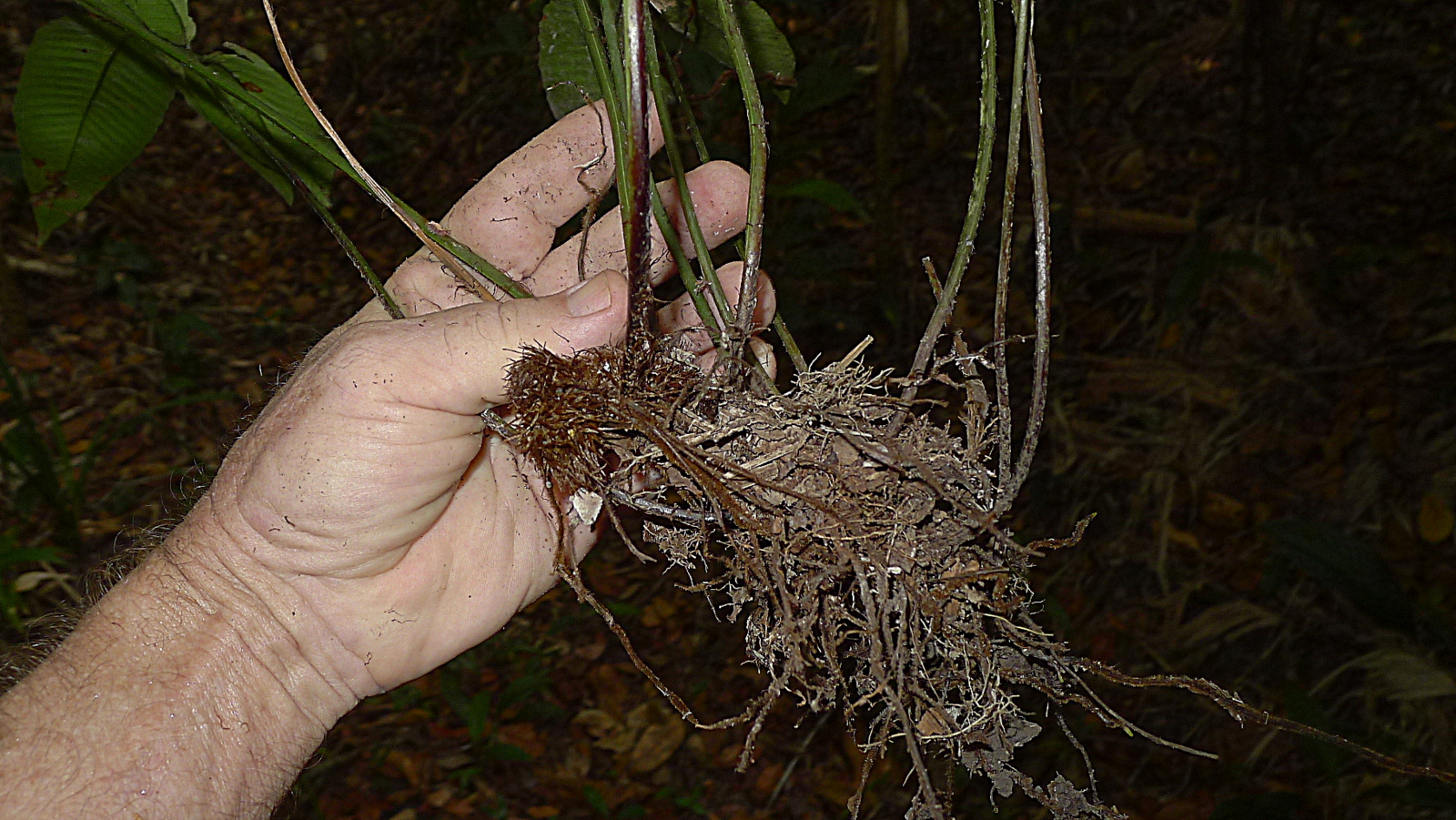
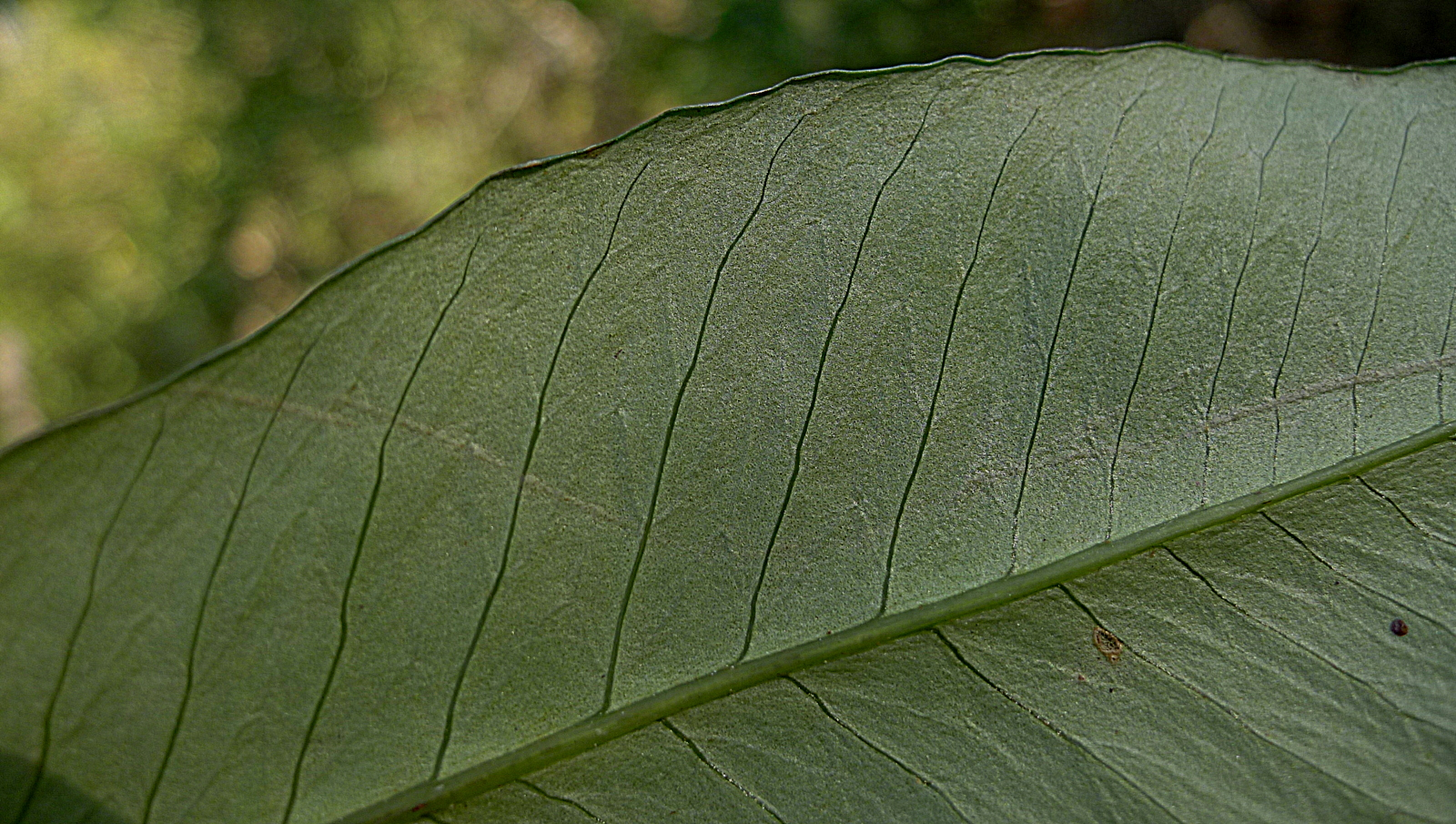
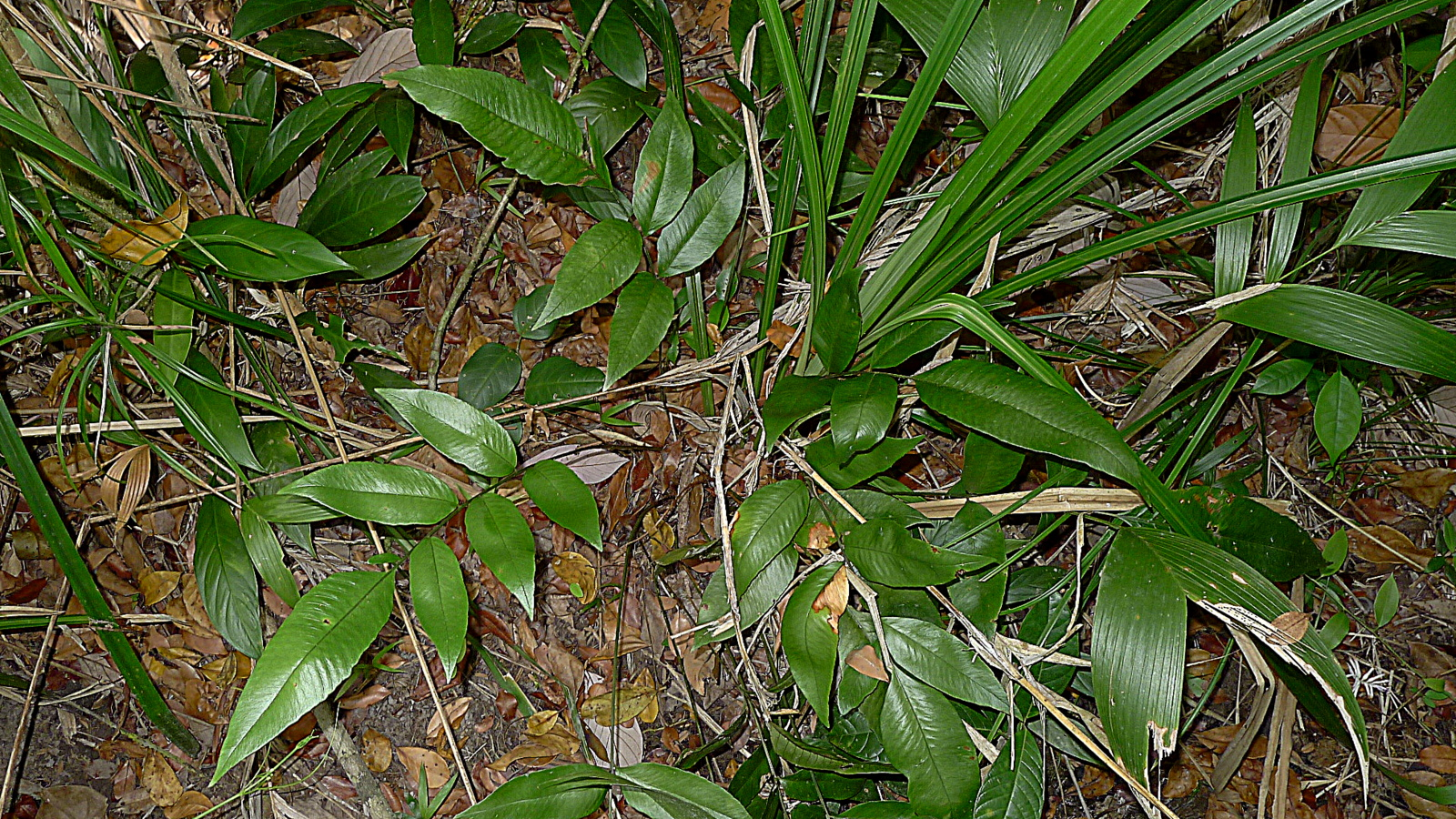